# خدنگ گردن‌نواری
خدنگ گردن‌نواری (نام علمی: Urva vitticolla) نام یک گونه از سرده خدنگ‌های آسیایی است. این گونه بومی جنگل‌ها و بوته زارها از جنوب هند تا سری‌لانکا است.